# Manuel Álvarez Tardío
Manuel Álvarez Tardío (Madrid, 1972) es un historiador y politólogo español, autor de estudios sobre el anticlericalismo, la Segunda República Española y la transición democrática en España. 

## Trayectoria académica
Doctor por la Universidad Complutense de Madrid, ha trabajado tanto en esta universidad como en la Rey Juan Carlos. Su primera obra publicada es Anticlericalismo y libertad de conciencia. Política y religión en la Segunda República Española (2002), fruto de su tesis doctoral. Es también autor de El camino a la democracia en España (1931-1978) (Gota a Gota, 2005), prologado por Rafael Arias-Salgado, El precio de la exclusión. La política durante la Segunda República (Ediciones Encuentro, 2010), junto a Roberto Villa García; historiador con quien ha publicado asimismo 1936. Fraude y violencia en las elecciones del Frente Popular (Espasa, 2017). Ha dirigido con el politólogo Javier Redondo el libro Podemos. Cuando lo nuevo se hace viejo (Tecnos, 2019, Colección Ciencia Política).
Ha sido editor junto a Fernando del Rey Reguillo de The Spanish Second Republic Revisited: From Democratic Hopes to the Civil War (1931-1936) (2011), en castellano El laberinto republicano. La democracia española y sus enemigos (1931-1936) (2012), que se encuentra entre los diez mejores libros de 2012 para los historiadores Juan Avilés Farré y Octavio Ruiz Manjón y en la que participaron autores como Stanley Payne, Nigel Townson,  o Julius Ruiz. Asimismo, junto con Fernando del Rey Reguillo ha dirigido el libro Política del odio. Violencia y crisis en las democracias de entreguerras (Tecnos, 2017, Colección Biblioteca de Historia y Pensamiento). En 2024 ha publicado "Fuego cruzado. La primavera de 1936" (Galaxia Gutenberg).
Ha publicado artículos de investigación en revistas como Journal of Contemporary History, Historia y Política, Revista de Estudios Políticos, Ayer, Historia Contemporánea, Bulletin for Hispanic and Portuguese Historical Studies e Hispania Sacra. Además, ha escrito artículos de ensayo, divulgación y análisis político en revistas como Revista de Libros, La Aventura de la Historia, Cuadernos de Pensamiento Político, Revista Hispano-Cubana o El Noticiero de las Ideas, entre otras.